# Knotenblütige Mittagsblume
Die Knotenblütige Mittagsblume (Mesembryanthemum nodiflorum) ist eine Pflanzenart aus der Familie der Mittagsblumengewächse (Aizoaceae). 

## Beschreibung

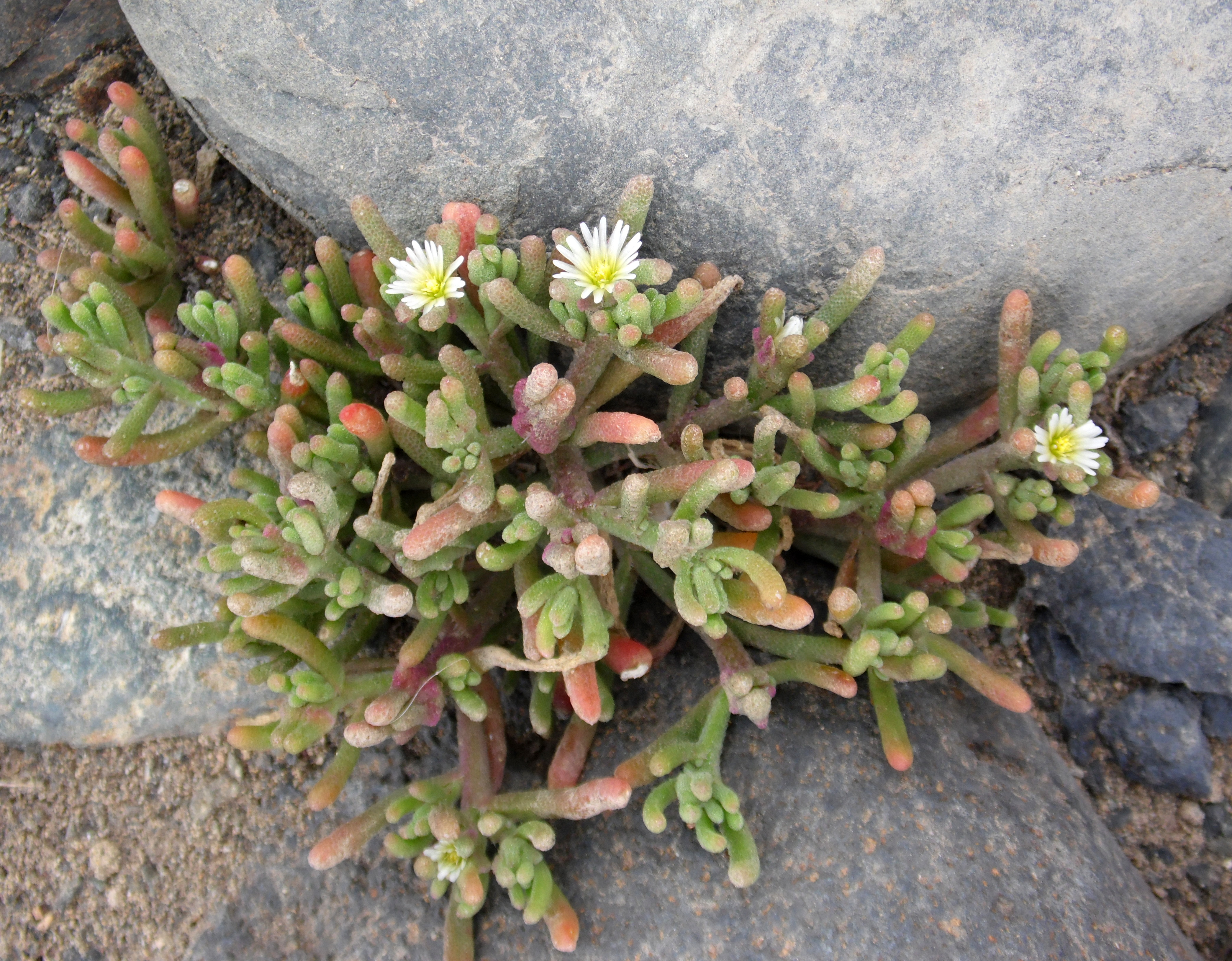
Knotenblütige Mittagsblume (Mesembryanthemum nodiflorum)

Die Knotenblütige Mittagsblume ist eine einjährige sukkulente Pflanze, die Wuchshöhen von 10 bis 20 Zentimetern erreicht. Ihr Wuchs ist kriechend bis aufsteigend mit reichen Verzweigungen. Die ganze Pflanze ist zur Trockenzeit oft rötlich überlaufen. Die fleischigen Blätter sind walzlich und mit kleinen Papillen besetzt. Die Blätter sind gegenständig angeordnet, wobei die oberen wechselständig angeordnet sind.
Die Blüten erreichen einen Durchmesser von bis zu 1,5 cm. Die weißlichen bis gelblichen Kronblätter sind kürzer als die Kelchblätter. 
Die Blütezeit reicht von März bis August.
Die Chromosomenzahl beträgt 2n = 18, 20, 32 oder 36.

## Verbreitung
Das Verbreitungsgebiet umfasst den Mittelmeerraum, die Kanarischen Inseln, Azoren, Madeira und das südliche Afrika. Als Standort werden Salzsümpfe, Brachland und Ruderalstandorte in Küstennähe bevorzugt. Sie kommt ursprünglich vor in Portugal, Spanien, Frankreich, Italien, Griechenland, in Makaronesien, auf der Arabischen Halbinsel, in Westasien, Namibia und Südafrika. In Nordamerika, Argentinien, Chile und Australien ist sie ein Neophyt.